# Benjamin Buchloh
Benjamin Buchloh, né le 15 novembre 1941 à Cologne, est un historien de l'art et critique d'art allemand. Il est professeur d'art moderne à l'université Columbia et à l'université Harvard.
Ses écrits cherchent à réconcilier les théories formaliste et historiciste. Il est spécialisé dans l’art européen et américain de l’après-guerre. Buchloh a reçu le Lion d'or du critique d'art lors de la 52e Biennale de Venise pour sa contribution à l'art contemporain.